# Omar García Azofra
Omar García Azofra (n. 9 de julio de 1983) es un futbolista español en el que su último equipo en el que jugó fue la Sociedad Deportiva Logroñés en España como centrocampista. 

## Clubes
| Sociedad Deportiva Logroñés | España | 2011-2013 |